# Capitale Francisco de Miranda
Capitale Francisco de Miranda est l'une des cinq divisions territoriales de la municipalité de Francisco de Miranda dans l'État d'Anzoátegui au Venezuela. À des fins statistiques, l'Institut national de la statistique du Venezuela a créé le terme de « parroquia capital », ici traduit par le terme « capitale » qui correspond au territoire où se trouve le chef-lieu de la municipalité afin de couvrir ce vide spatial, qui, selon la loi sur la division politique territoriale publiée dans le Journal officiel de l'État « n'attribue pas de hiérarchie politique territoriale, ni de description de ses limites respectives ». Ce territoire s'articule autour de Pariaguán, chef-lieu de la municipalité.

## Géographie

### Démographie
Hormis Pariaguán, ville autour de laquelle s'articule la division territoriale et statistique, cette dernière possède plusieurs localités :
- El Bajo
- El Coronel
- Las Piedritas
- Limoncito
- Pariaguán